# جيمي بينيت
جيمس مايكل بينيت (بالإنجليزية: James Michael Bennett)‏ المعروف بـ (جيمي بينيت) ولد في (9 فبراير 1996) هو ممثل ومغني أميركي. وهو معروف لأدواره كممثل الطفل في «رعاية الأب اليوم»، «رهينة»، «بوسيدون»، ومؤخرا في فيلم «يتيمة», ومثل في شباب شخصية (جيمس ت.كيرك) في «ستار تريك». هو حاليا بطولة (باول يانوش) في المسلسل التلفزيوني «أي أسرة عادية» في سن المراهقة مع المخابرات واسعة بعد حادث تحطم طائرة.

## نشأته
ولد بينيت في سيل بيتش، أورانج، كاليفورنيا، ويعيش الآن مع والديه وشقيقته في هونتينغتون بيتش، أورانج، كاليفورنيا، حيث كانت العائلة تملك مطعم «كريب». وعندما لا يمثل، بينيت يلعب الغيتار ويغني. وقال: 
| جيمي بينيت | انه كتب وأداء أغنية الصيف لا ينتهي أبدا والتي يمكن الاستماع إليها في نهاية فيلم "شورت". | جيمي بينيت |

## مشواره الفني
يبدو بينيت في الإعلانات التجارية ما يقرب من 30، وكذلك في حلقات من المسلسل التلفزيوني «ذا الجارديان» ومسلسل «الدواء القوي»، قبل أن يلقي في «توني» دور، والصبي الذي يريد أن يكون شخصية دي سي كومكس، «فلاش»، في الفيلم الكوميدي بجانب الممثل إيدي ميرفي، «رعاية الأب اليوم». وكان قد أدوار صغيرة في أفلام «مذيع: أسطورة رون بورغوندي» بجانب الممثل ويل فيرل و«آرثر هيلي في المخبر». وقد ظهر أيضا في مسلسل القاضية إيمي، ومسلسل «منظمة التضامن المسيحي الدولية: التحقيق في موقع الجريمة» بجانب الممثل لورنس فيشبورن ومسلسل «إيفروود»، وقام بينيت بصوتة الكبير إلى الشخصيات في أفلام الرسوم المتحركة «وأعرب عن القطبية»، «ويني ذا بوه: الربيع مع رو»، وظهر بينيت في فيلم أريد الكلب لعيد الميلاد، تشارلي براون. وقد رشح لجوائز الفنان الشاب خمس مرات.
في 2005، بدا بينيت في فيلم «الرهينة»، حيث قام ببطولة مع بروس ويليس، وظهوره في الفيلم الرعب «ذا أميتي فيللي»، بجانب الممثل رايان رينولدز، حيث لعب دور الطفل وسط عائلة الانتقال إلى منزل مسكون. وأفرج عن الأفلام مارس ونيسان / أبريل، على التوالي. وكان يطلق عليه «جيمي ثنائي تحيط» على مجموعة من «الرهينة»، وذلك بسبب قدرته على توفير خطوط مهامه بشكل كامل.
في فبراير 2006، ظهر بينيت في فيلم الإثارة «جدار الحماية»، حيث لعب نجل شخصية هاريسون فورد. كما لعب صبي سوء المعاملة في فيلم «القلب مخادع فوق كل شيء»، هذا الفيلم المستقل الذي تم إصداره بعد شهر من جدار الحماية. أيضا في عام 2006، وقام بصوت شخصية عن «رو» في شريط الفيديو شركة والت ديزني - سكوير إنكس / سلسلة ألعاب «كينغدم هارتز 2» وبدا في «بوسيدون»، وهو رؤية جديدة لفيلم 1972 ومغامرة بوسيدون. 2007 له أدوار تشمل جنوب بيكو، هذا الفيلم المستقل، «ايفان عز وجل»، بجانب الممثل ستيف كارل وهو تكملة لفيلم 2003 بروس الخارق. ومثل في شباب شخصية (جيمس ت.كيرك) في سلسلة أفلام «ستار تريك» 2009. وقام بينيت بتمثيل أيضا دور البطولة في فيلم «يتيمة» 2009.
بينيت هو يحدق في أي بي سي سلسلة المسلسل التلفزيوني «أي أسرة عادية», وقام بينيت بتمثيل أيضا في فيلم «العظام» والفيلم القادم، ويضم إليه جنبا إلى جنب مع عازف الجيتار الشهير «اوزي اوزبورن» والأسود مهاجم جمعية تسمية «زاكك ايلد». يوصف العظام بأنه «محزن القادمة، من سن قصة أربعة مراهقين الذين ينشأون في 1989 نيويورك من ذوي الياقات الزرقاء، والسندات التي من شأنها أن ربطها معا من أجل الحياة». ومن المتوقع الإفراج عن 2010.
وفي أغسطس 2011، أصدر بينيت واحد لأول مرة أغنية «من جديد» وقد تمت الأغنية من موسيقى وفيديو كليب.

## فيلموغرافيه
| السنة       | التلفزيون                                              |
| ----------- | ------------------------------------------------------ |
| 2002        | قوي الطب                                               |
| 2002        | ذا الجارديان                                           |
| 2003        | القاضية إيمي                                           |
| 2004        | منظمة التضامن المسيحي الدولية: التحقيق في موقع الجريمة |
| 2004 - 2005 | إيفروود                                                |
| 2007        | بنات غيلمور                                            |
| 2010        | أي أسرة عادية                                          |

| السنة | الفيلم                                          |
| ----- | ----------------------------------------------- |
| 2003  | رعاية الأب اليوم                                |
| 2003  | أريد الكلب لعيد الميلاد، تشارلي براون           |
| 2004  | القلب مخادع فوق كل شيء                          |
| 2004  | ويني ذا بوه: الربيع مع رو وأريد كلب عيد الميلاد |
| 2004  | المذيع: أسطورة رون بورغاندي                     |
| 2004  | وأعرب عن القطبية                                |
| 2005  | الرهينة                                         |
| 2005  | بو في فيلم هالوين                               |
| 2005  | ذا أميتي فيللي                                  |
| 2005  | المحقق                                          |
| 2006  | جدار الحماية                                    |
| 2006  | بوسيدون                                         |
| 2006  | وحش الليل                                       |
| 2006  | انه لالفتوة، تشارلي براون                       |
| 2007  | ايفان عز وجل                                    |
| 2007  | للشعاب المرجانية                                |
| 2008  | جنوب بيكو                                       |
| 2008  | تقلص القدرات                                    |
| 2008  | سائق شاحنة                                      |
| 2008  | الثلوج الأصدقاء                                 |
| 2009  | ستار تريك                                       |
| 2009  | يتيمة                                           |
| 2009  | شورت                                            |
| 2009  | المسروق                                         |
| 2009  | قمر ألاباما                                     |
| 2010  | العظام                                          |
| 2010  | كوميديا بدون عنوان                              |
| 2010  | كيد عودة الكابتن                                |

| السنة | اللعبة                            |
| ----- | --------------------------------- |
| 2004  | وأعرب عن القطبية                  |
| 2006  | كينغدم هارتز 2                    |
| 2007  | كينغدم هارتز 2 : المزيج النهائي + |

## ديسكوغرافيا

### أغاني فردية
| السنة | الأغنية |
| ----- | ------- |
| 2011  | من جديد |

## الجوائز والترشيحات
| السنة | الجائزة              | الفئة                                                        | العمل            | النتيجة |
| ----- | -------------------- | ------------------------------------------------------------ | ---------------- | ------- |
| 2004  | "جائزة الفنان الشاب" | "أفضل فرقة الشباب في فيلم روائي طويل"                        | رعاية الأب اليوم | ترشح    |
| 2004  | "جائزة الفنان الشاب" | "أفضل أداء في فيلم روائي طويل - في سن العاشرة ممثل"          | رعاية الأب اليوم | ترشح    |
| 2005  | "جائزة الخاصة"       | "أفرقة الشباب المتميز في هذه الوسيلة الجديدة"                | وأعرب عن القطبية | فاز     |
| 2007  | "جائزة الفنان الشاب" | "أفضل أداء في فيلم روائي طويل - في سن العاشرة ممثل"          | وأعرب عن القطبية | ترشح    |
| 2008  | "جائزة الفنان الشاب" | "أفضل أداء في فيلم روائي طويل - ممثل شاب - كوميدي أو موسيقي" | ايفان عز وجل     | ترشح    |
| 2010  | "جائزة الفنان الشاب" | "أفضل أداء في فيلم روائي طويل - فرقة شاب الفيلم"             | شورت             | ترشح    |
| 2010  | "جائزة الفنان الشاب" | "أفضل أداء في فيلم روائي طويل - ممثل شاب القيادية"           | قمر ألاباما      | ترشح    |
| 2010  | "جائزة الفنان الشاب" | "أفضل أداء في فيلم روائي طويل - شاب من طاقم مؤلف"            | شورت             | فاز     |